# Cyrtodactylus dumnuii
Espèce
Cyrtodactylus dumnuii est une espèce de geckos de la famille des Gekkonidae.

## Répartition
Cette espèce est endémique de la province de Chiang Mai en Thaïlande. Elle a été découverte dans la grotte Tham Phabartmaejon.

## Étymologie
Cette espèce est nommée en l'honneur de Sophon Dumnui.

## Publication originale
- Bauer, Kunya, Sumontha, Niyomwan, Pauwels, Chanhome & Kunya, 2010 : Cyrtodactylus dumnuii (Squamata: Gekkonidae), a new cave-dwelling gecko from Chiang Mai Province, Thailand. Zootaxa, n. 2570, p. 41–50 (texte intégral).